# Validación de datos
En las ciencias de la computación, validación de datos es el proceso de asegurar que un programa funcione en datos limpios, correctos y útiles. Utiliza rutinas, a menudo llamadas "reglas de validación" "restricciones de validación" o "rutinas de comprobación", que comprueban la corrección, significación y seguridad de los datos que se introducen en el sistema. Las reglas pueden implementarse a través de las instalaciones automatizadas de un diccionario de datos, o mediante la inclusión de una lógica de validación explícita.
Fracasos u omisiones en la validación de datos se pueden conducir a la corrupción de datos o a un agujero de seguridad. La validación de datos compruebe que los datos están aptos para el propósito deseado, válidos, razonables y seguros antes de su procesamiento.